# Charles Wellesley (acteur)
Pour les articles homonymes, voir Charles Wellesley.
Charles Wellesley (parfois crédité Charles Wellsley) est un acteur irlando-américain de la période du cinéma muet, né le 17 novembre 1873 à Dublin, et mort le 24 juillet 1946 à Amityville, dans l'état de  New York.

## Biographie
Il a joué dans plus de 80 films entre 1913 et 1928.

## Filmographie partielle
- 1917 : Redemption de Julius Steiger et Joseph A. Golden : Stephen Brooks
- 1917  : Pauvre Petite Fille riche (The Poor Little Rich Girl) de Maurice Tourneur : le père de Gwendolyn
- 1918 : The Song of Songs de Joseph Kaufman : Atwell
- 1918 : Madame Jealousy de Robert G. Vignola
- 1918 : La Petite Chocolatière (The Richest Girl) de Albert Capellani : Mr Downey
- 1921 : Le Douzième Juré (Nobody) de Roland West : Clyde Durand
- 1922 : Outcast de Chester Withey : John Moreland
- 1923 : Or et Poison (Don't Marry for Money) de Clarence Brown : Alec Connor
- 1923 : Enemies of Children de Lillian Ducey et John M. Voshell : rôle indéterminé
- 1923 : The Wolf Man de Edmund Mortimer : Sam Gordon
- 1923 : Le Coupable (The Acquittal) de Clarence Brown : Andrew Prentice
- 1924 : Une jeune fille qui se lance (The Perfect Flapper) de John Francis Dillon : Joshua Pember
- 1925 : Le Club des trois (The Unholy Three) de Tod Browning : John Arlington
- 1926 : College Days de Richard Thorpe : Bryson
- 1927 : Le Voile nuptial (The Stolen Bride) de Alexander Korda :  l'aumônier du régiment
- 1927 : Sinews of Steel de Frank O'Connor : Douglas Graham